# Ecotopia
Ecotopia war ein bis 2008 jährlich veranstaltetes Sommercamp mit ökologischem Themenschwerpunkt.
Es fand an unterschiedlichen Standorten in Europa statt und wurde bis 2008 von European Youth for Action (EYFA) organisiert.
Ein Schwesterprojekt ist die, immer noch stattfindende, Ecotopia Biketour, bei der Teilnehmer die Anfahrt zum Camp mit dem Fahrrad 
zurücklegten, die nun aber unabhängig davon durchgeführt wird.
Als Zahlungsmittel wurde eine alternative Währung (Eco) entwickelt, bei dem sich der Umrechnungskurs nach der Kaufkraft 
der Währung des Herkunftslandes richtet.
Der Name entstand nach dem Roman von Ernest Callenbach, Ökotopia (englisch: Ecotopia) aus dem Jahr 1975.

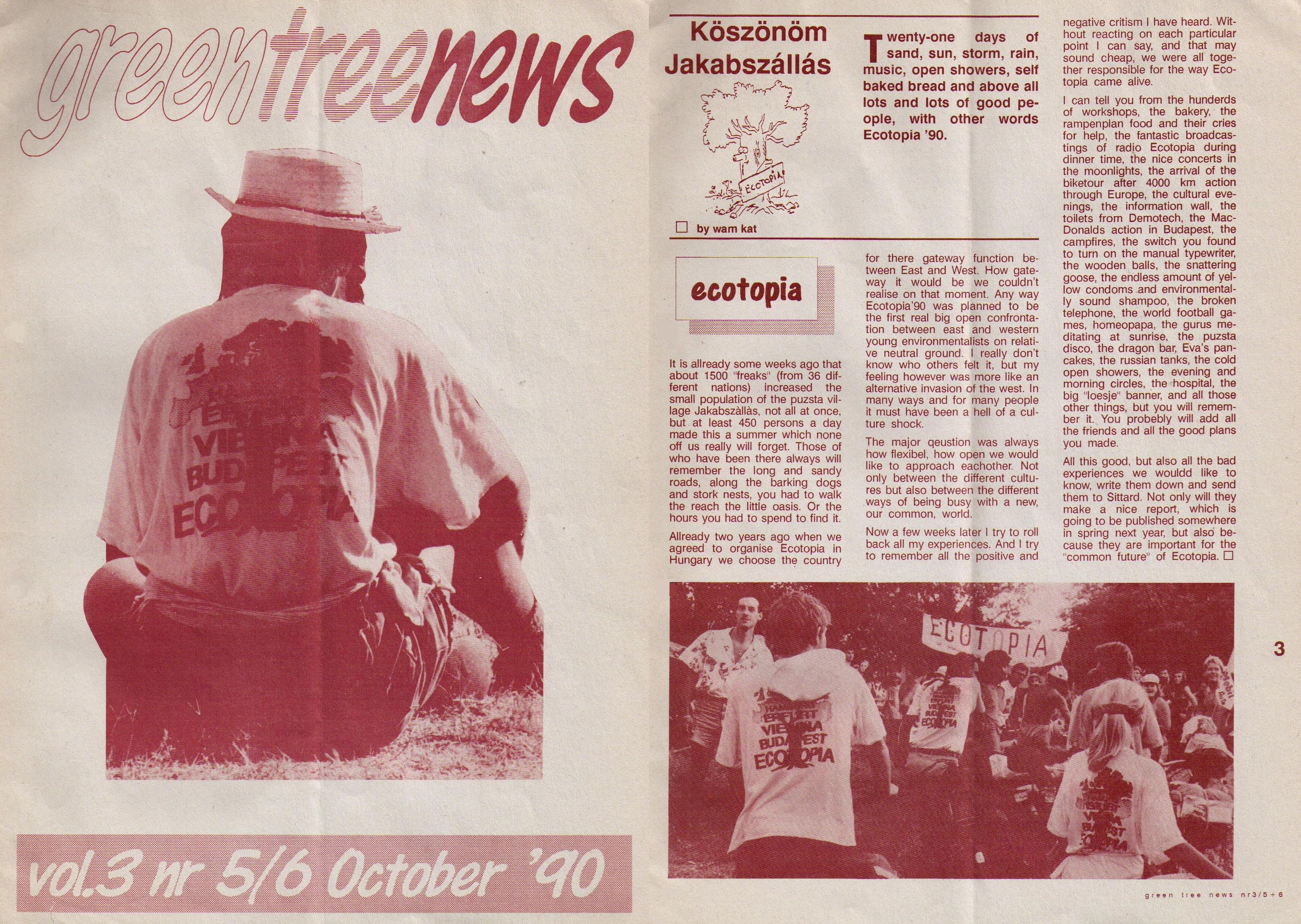
Green Tree News und Bericht von Wam Kat über Ecotopia 1990 in Ungarn
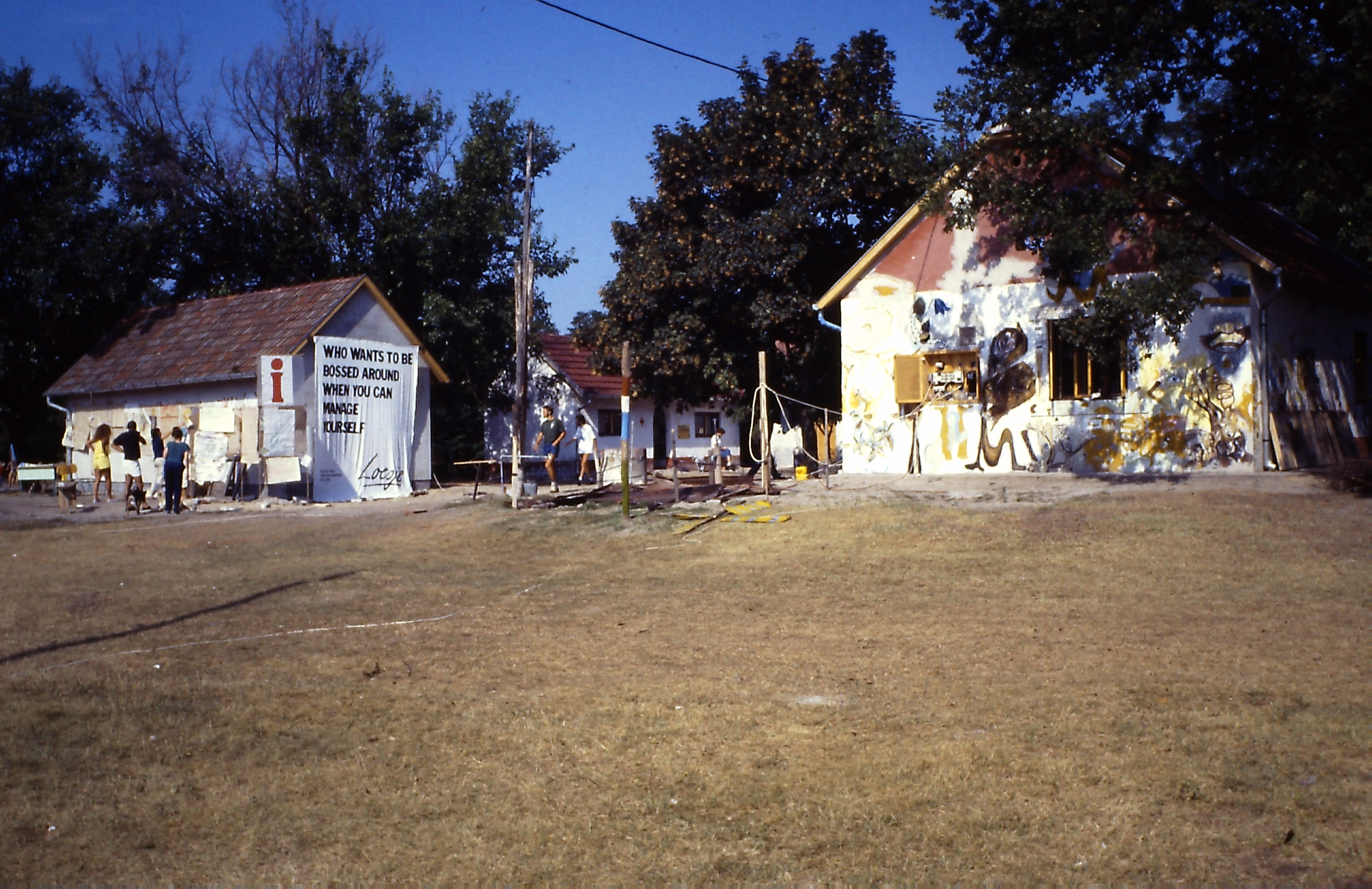
Ansicht des zentralen Platzes des Camps, 1990, mit Loesje-Poster
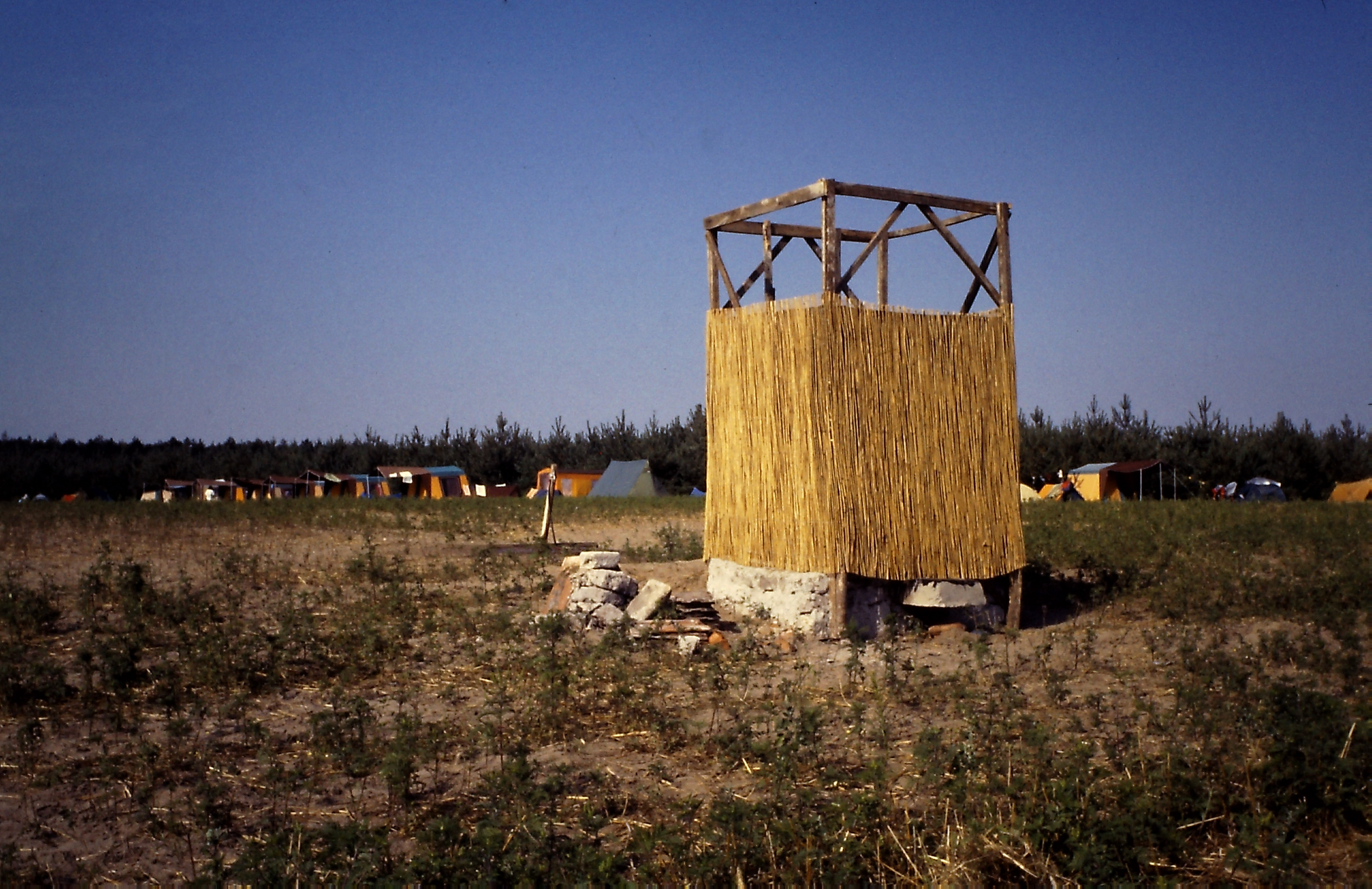
Workshop Komposttoilette, 1990, mit selbst hergestellten Betonteilen
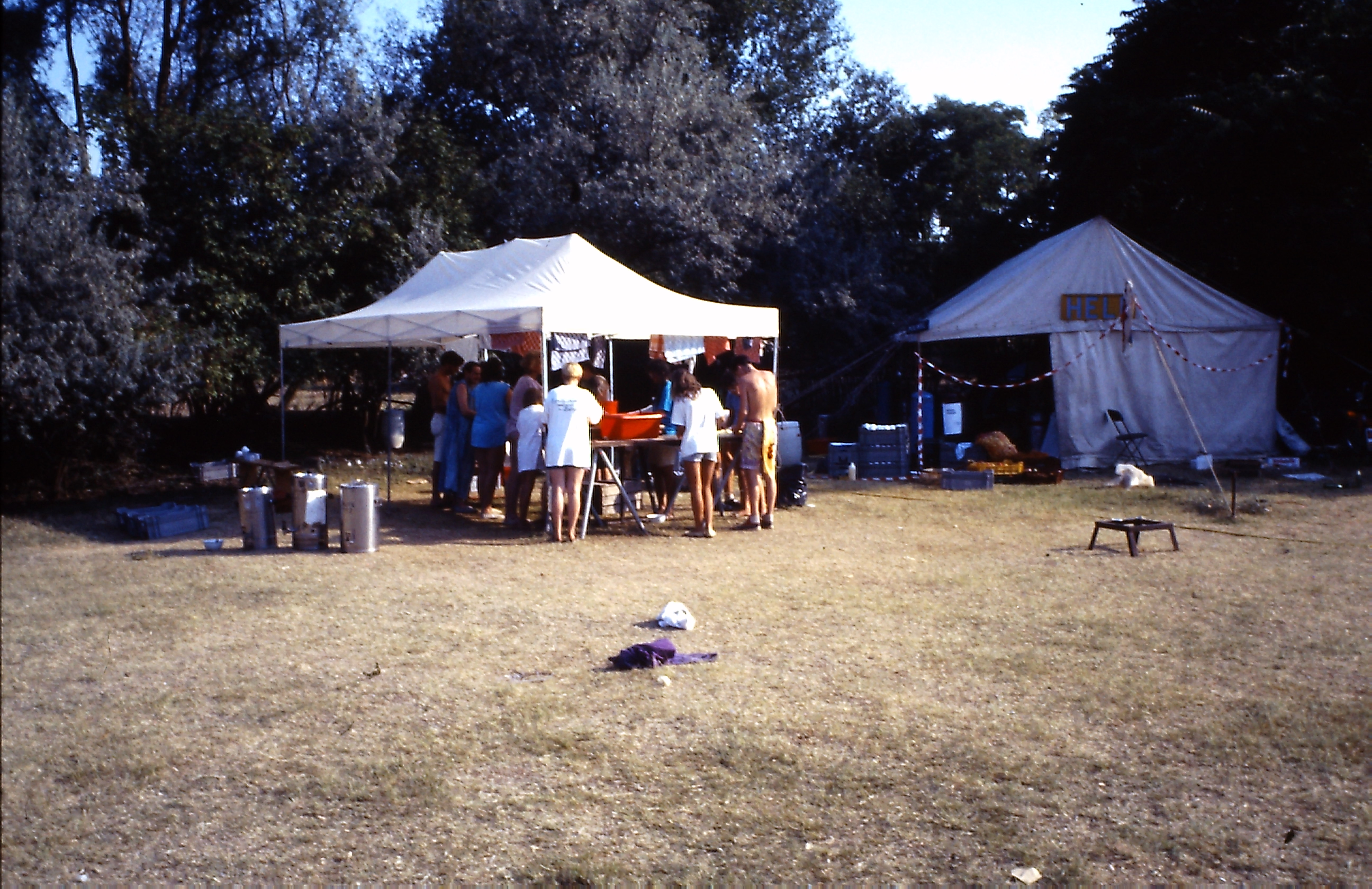
Küche und Abwasch, 1990
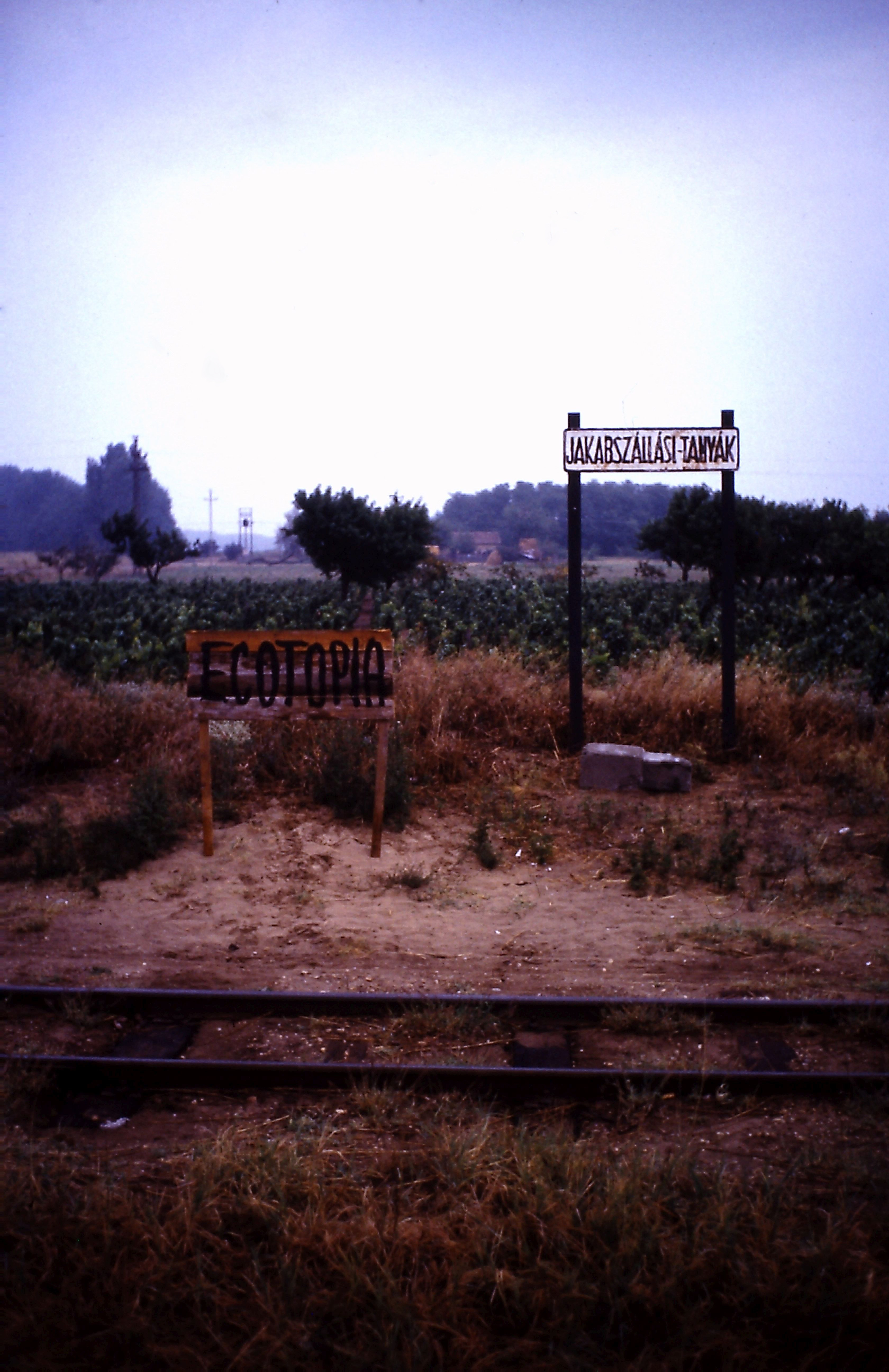
Haltepunkt am Schmalspurnetz Kecskemét mit Hinweisschild, 1990

## Liste bisheriger Ecotopias
- 2010 Deutschland: Wiesenburg
- 2008 Türkei: Sinop
- 2007 Portugal: Aljezur
- 2006 Slowakei: Pliešovce
- 2005 Moldawien: Saharna
- 2004 Niederlande: Gorinchem
- 2003 Ukraine: Kolomyja
- 2002 Irland: Lough Derg
- 2001 Bulgarien: Sinemorets
- 2000 Finnland: Turku
- 1999 Rumänien: Bogda (bei Timișoara)
- 1998 Deutschland: Freiburg
- 1997 Schottland: Gowanbank
- 1996 Tschechien: Libkovice
- 1995 Polen: Wolimierz (bei Świeradów-Zdrój)
- 1994 Rumänien: Ardeluta (bei Piatra Neamț)
- 1993 Frankreich: Durban-sur-Arize
- 1992 Bulgarien: Reselets
- 1991 Estland: Tudulinna
- 1990 Ungarn: Bugacpuszta (bei Jakabszállás)
- 1989 Deutschland: Köln